# فرودگاه خوآن د آیولاس
فرودگاه خوآن د آیولاس (به انگلیسی: Juan de Ayolas Airport) (به زبان بومی: Aeropuerto Juan de Ayolas) یک فرودگاه همگانی با کد یاتا AYO است که یک باند فرود آسفالت دارد و طول باند آن ۱۸۵۰ متر است. این فرودگاه در شهر آیولاس کشور پاراگوئه قرار دارد و در ارتفاع ۶۸ متری از سطح دریا واقع شده‌است.